# Jaime Yzaga
Jaime Yzaga Tori es un extenista peruano considerado como el mejor jugador de todos los tiempos de su país. Llegó a ubicarse en el puesto 18 del ranking ATP y obtuvo 8 títulos durante su carrera. Alcanzó cuartos de final en el Australian Open (1991) y el US Open (1994). Empezó a jugar profesionalmente en 1985 y se retiró 12 años más tarde.
Uno de sus grandes logros fue el triunfo en 1994, frente a Pete Sampras, en el US Open, cuando Sampras era el número 1 del mundo. Sus ganancias en el circuito alcanzaron los US$ 2,235,560, con un récord de 265 partidos ganados y 222 perdidos en individuales. Su récord en dobles es de 55 ganados y 55 perdidos.

## Sus inicios
Como jugador juvenil tuvo una destacada trayectoria ganando el Roland Garros en la modalidad de individuales en 1985 derrotando en la final junior al austriaco Thomas Muster, quien sería más adelante el número 1 de la ATP.

## Carrera profesional
A lo largo de su carrera profesional, que abarcó desde 1985 a 1997, Jaime Yzaga venció a los mejores tenistas de su tiempo: Pete Sampras (en 3 ocasiones), André Agassi, Boris Becker, Jimmy Connors, Jim Courier, Michael Chang, Stefan Edberg, Emilio Sánchez Vicario, Goran Ivanišević, Mats Wilander, Petr Korda, Cedric Pioline, entre otros.

### Campaña en el Australian Open 1991
Jaime Yzaga ocupaba entonces el puesto 86 en el ATP ranking. En primera vuelta, derrotó en 3 sets corridos al checoslovaco Daniel Vacek (6-4/ 6-4/ y 6-2). En segunda vuelta, venció al holandés Michiel Schapers por 7-6/ 6-4/ y 6-2. En tercera ronda salió airoso del encuentro con el estadounidense Jimmy Arias, pese a perder el primer set: 3-6/ 7-6/ 6-1/ y 6-3. En cuarta ronda, en una batalla a cinco sets, le ganó al sueco Mats Wilander por 7-5/ 2-6/ 6-1/ 3-6/ 6-1. Lamentablemente, en cuartos de final, cae derrotado por el entonces número 1 del mundo, el también sueco Stefan Edberg, por 2-6/ 3-6/ y 2/6. Al acceder a la ronda de los 8 mejores del mundo, el tenista peruano escaló hasta el puesto 57 del ranking ATP.

### Campaña en el US Open 1994
En la primera ronda del Abierto de Estados Unidos, Jaime Yzaga venció al argentino Gabriel Markus por 7-6/6-2/6-2. En la segunda vuelta derrotó al estadounidense David Witt por 6-1/ 6-7/ 6-4/y 6-4. En la tercera ronda, se enfrentó con el francés Cedric Pioline (15.º del mundo), quien había sido finalista el año anterior. Yzaga, que iba perdiendo dos sets a cero, lo doblegó en un reñido partido a 5 sets: 1-6/ 5-7/ 7-5/ 6-1/ y 6-4. En la cuarta ronda, quizá en el partido más memorable de su carrera, el peruano venció al entonces número 1 del mundo y defensor del título, el estadounidense Pete Sampras, por 3-6/ 6-3/ 4-6/ 7-6/ y 7-5. Finalmente, en cuartos de final, perdió con el checoslovaco Karel Novacek también en 5 sets: 2-6/ 7-6/ 1-6/ 7-5/ y 3-6. Luego de este torneo de Grand Slam, Jaime Yzaga saltó del puesto 23 del ranking ATP al 19.

## Copa Davis
Posee el récord de mayor participaciones con el Equipo peruano de Copa Davis, con un total de 68 partidos entre individuales y dobles. En 1989 y 1994, como miembro del equipo peruano, disputó los Play-Off para lograr la clasificación al Grupo Mundial de la Copa Davis. En ambas ocasiones, contra Australia y Dinamarca, Perú se quedó fuera por poco.
Fue capitán del equipo peruano en la Copa Davis 2007, y lo dirigió en la victoria frente a Bielorrusia, con lo cual logró la clasificación de Perú al Grupo Mundial de la Copa Davis. El equipo estaba integrado por los tenistas Luis Horna, Iván Miranda y Matías Silva.

## Títulos (8)

### Individuales (8)
| Leyenda                |
| Grand Slam (0)         |
| Tennis Masters Cup (0) |
| ATP Masters Series (0) |
| ATP Tour (8)           |

| N.º | Fecha | Torneo          | Superficie    | Oponente en la final | Resultado          |
| --- | ----- | --------------- | ------------- | -------------------- | ------------------ |
| 1.  | 1987  | São Paulo       | Tierra batida | Luiz Mattar          | 6-2 4-6 6-2        |
| 2.  | 1987  | Schenectady     | Dura          | Jim Pugh             | 0-6, 7-6 y 6-1     |
| 3.  | 1988  | Itaparica       | Tierra batida | Javier Frana         | 7-6 y 6-2          |
| 4.  | 1991  | Charlotte       | Tierra batida | Jimmy Arias          | 6-3 7-5            |
| 5.  | 1992  | Auckland        | Dura          | MaliVai Washington   | 7-6 (6) y 6-4      |
| 6.  | 1992  | Tampa           | Dura          | MaliVai Washington   | 3-6 6-4 6-1        |
| 7.  | 1993  | Sídney (indoor) | Dura          | Petr Korda           | 6-4, 4-6, 7-6, 7-6 |
| 8.  | 1993  | Tampa           | Dura          | Richard Fromberg     | 6-4 6-2            |

### Finalista en individuales (3)
- 1989: Forrest Hills (pierde ante Ivan Lendl).
- 1990: Sao Paulo (pierde ante Robbie Weiss).
- 1993: Charlotte (pierde ante Horacio De La Pena).

### Dobles (0)
- Finalista en: Burdeos, Charleston (1989) y Boston (1990).

## Clasificación en torneos del Grand Slam (Individuales)
| Torneo               | 1985 | 1986 | 1987 | 1988 | 1989 | 1990 | 1991 | 1992 | 1993 | 1994 | 1995 | 1996 | Títulos |
| -------------------- | ---- | ---- | ---- | ---- | ---- | ---- | ---- | ---- | ---- | ---- | ---- | ---- | ------- |
| Abierto de Australia | -    | -    | -    | -    | -    | -    | CF   | 1R   | 1R   | 1R   | 1R   | 1R   | 0       |
| Roland Garros        | -    | 2R   | 1R   | 1R   | 3R   | 1R   | 3R   | 1R   | 1R   | 4R   | 1R   | -    | 0       |
| Wimbledon            | -    | -    | 1R   | 1R   | -    | -    | 2R   | 2R   | -    | 2R   | -    | -    | 0       |
| US Open              | 4R   | 3R   | 3R   | 3R   | 3R   | 3R   | 2R   | 1R   | 2R   | CF   | 2R   | -    | 0       |
| Tennis Masters Cup   | -    | -    | -    | -    | -    | -    | -    | -    | -    | -    | -    | -    | 0       |